# Fernando Paternoster
Fernando Paternoster (24 de maig de 1903 - 6 de juny de 1967) fou un futbolista i entrenador de futbol argentí.

## Selecció de l'Argentina
Va formar part de l'equip argentí a la Copa del Món de 1930 i a la copa Amèrica 1929.
Pel que fa a clubs, jugà a Atlanta, Racing Club de Avellaneda, Vélez Sársfield i Argentinos Juniors.
Un cop retirat fou entrenador, principalment a Colòmbia.

## Palmarès

### Entrenador
Atlético Nacional
- Lliga colombiana de futbol (1): 1954

Emelec
- Lliga equatoriana de futbol (1): 1965